# Laura Aleman Satorre

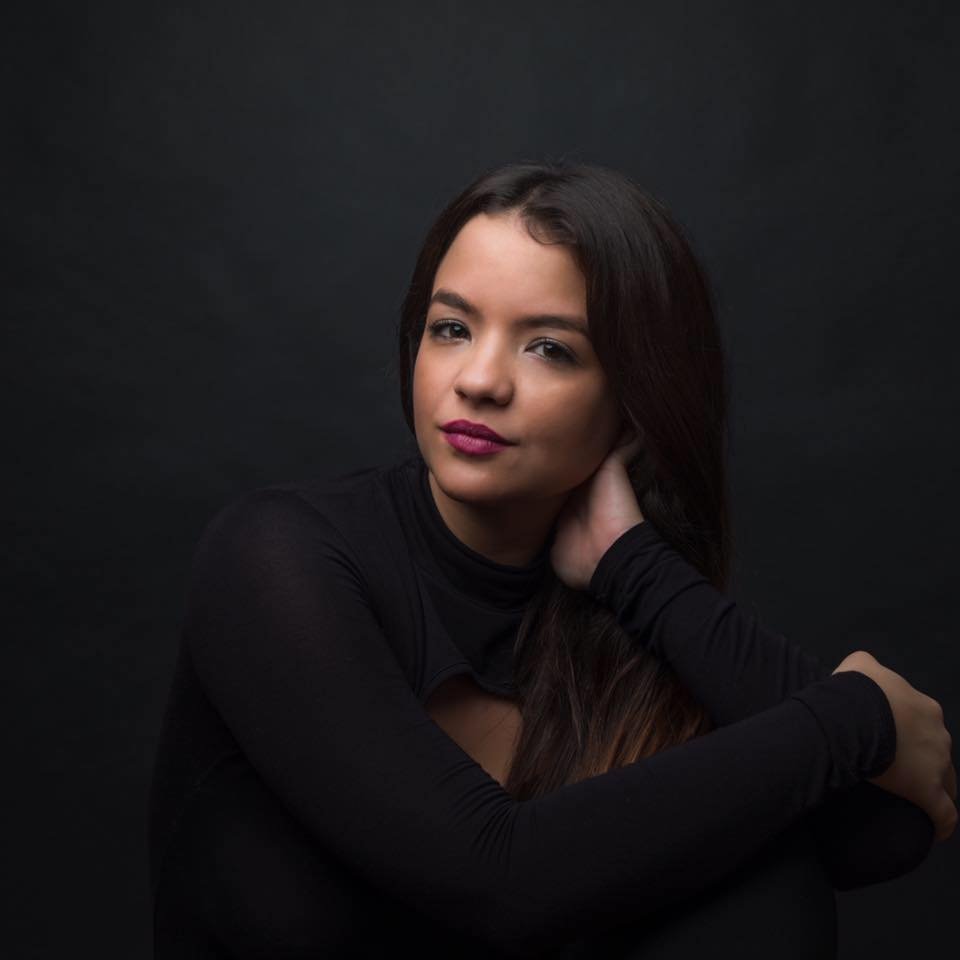
Laura Aleman Satorre

Laura Alemán Satorre (Santa Clara, 1991) es una actriz de origen cubano, reconocida artísticamente como Laura Alemán. Entre sus principales trabajos se menciona el largometraje Viva y varias puestas teatrales internacionales como El Rey se muere, Vuelve a Contármelo Todo y Farándula de Jazz Vilá Projects.

## Biografía
Laura Aleman es graduada de la Escuela Profesional de Arte Samuel Feijoo y formó parte del Grupo de Teatro El Ingenio. Ha trabajado en cine, teatro y televisión, y actualmente está radicada en Miami, donde también ha incursionado en el activismo político apoyando campañas como Patria y Vida.
Su mayor experiencia se centra en el teatro, donde fue parte de la controvertida puesta El Rey se muere de Juan Carlos Cremata que fue censurada en la isla. Entre sus trabajos recientes aparece la puesta Vuelve a contármelo todo, obra escrita y dirigida por el dramaturgo Abel González Melo que se presentó en Estados Unidos y en España. También protagonizó Otra audición, fue parte del elenco de Las lloronas y coprotagonizó Dos Hermanas y un piano, obra escrita y dirigida por Nilo Cruz, dramaturgo que ganó el Pulitzer.
Con apariciones en series televisivas, debutó en el cine con el largometraje Viva (2015), dirigido por Paddy Breathnach. En el filme, que desafía las nociones de masculinidad e identidad, compartió roles con Héctor Medina, Jorge Perugorría, Luis Alberto García y Paula Alí.